# Communauté de communes du Causse du Massegros
La communauté de communes du Causse du Massegros est une ancienne communauté de communes française, située dans le département de la Lozère et la région Occitanie.

## Historique
Elle est créée le 1er janvier 1997.
Le schéma départemental de coopération intercommunale, arrêté par le préfet de la Lozère le 29 mars 2016, prévoit la fusion de la communauté de communes du Causse du Massegros (moins Les Vignes) avec la communauté de communes Aubrac-Lot-Causse et la communauté de communes du Pays de Chanac (moins Barjac).
Le 31 décembre 2016, Les Vignes quitte la communauté de communes.
Le 1er janvier 2017, la communauté de communes du Causse du Massegros fusionne au sein de la communauté de communes Aubrac Lot Causse et Pays de Chanac.

## Composition
Elle était composée des 5 communes suivantes :
| Nom                      | Code Insee | Gentilé         | Superficie (km2) | Population (dernière pop. légale) | Densité (hab./km2) |
| ------------------------ | ---------- | --------------- | ---------------- | --------------------------------- | ------------------ |
| Le Massegros (siège)     | 48094      | Massegrains     | 17,94            | 410 (2014)                        | 23                 |
| Le Recoux                | 48125      | Recoussiens     | 23,69            | 126 (2014)                        | 5,3                |
| Saint-Georges-de-Lévéjac | 48154      | Saint-Georgiens | 56,26            | 256 (2014)                        | 4,6                |
| Saint-Rome-de-Dolan      | 48180      | Saint-Romans    | 32,63            | 62 (2014)                         | 1,9                |
| Les Vignes               | 48195      | Vignois         | 28,84            | 102 (2014)                        | 3,5                |

## Démographie
| 2007 | 2011 | 2012 | 2013 |
| ---- | ---- | ---- | ---- |
| 892  | 936  | 941  | 948  |